# Zeichán Béla
Zeichán Béla (Budapest, 1931. október 5. – Budapest, 1983. szeptember 7.) magyar díszlettervező.

## Életpályája
1956-ban diplomázott az Iparművészeti Főiskolán. 1956-ban a MAFILM díszlettervezője lett. Leginkább 20. századi témák díszleteit készítette el. Gyakran dolgozott a televízió számára, többek között Gaál Albert foglalkoztatta.
Autóbaleset áldozata lett, sírja a Farkasréti temetőben látogatható (614("A")-138).

## Filmjei
- A szökevény (1958)
- Aranybalta (1958)
- Csempészek (1958)
- Felfelé a lejtőn (1958)
- Kard és kocka (1959)
- Szegény gazdagok (1959)
- Pár lépés a határ (1959)
- Virrad (1960)
- Aranyfácán (1960)
- Az arcnélküli város (1960)
- Zápor (1961)
- Az ígéret földje (1961)
- Nem ér a nevem (1961)
- Megszállottak (1962)
- Legenda a vonaton (1962)
- Amíg holnap lesz (1962)
- Csudapest (1962)
- Lopott boldogság (1962)
- Esős vasárnap (1962)
- Mici néni két élete (1963)
- Kreutzer-szonáta (1963)
- Mindennap élünk (1963)
- Az attasé lánya (1963)
- Menazséria (1964)
- Hattyúdal (1964)
- Ha egyszer húsz év múlva (1964)
- Nyáron egyszerű (1964)
- Az aranyfej (1964)
- Világos feladja (1964)
- Hűség (1964)
- A kőszívű ember fiai (1964)
- Patyolat akció (1965)
- Iszony (1965)
- Tilos a szerelem (1965)
- Zöldár (1965)
- Játék a múzeumban (1966)
- Az első esztendő (1966)
- Kárpáthy Zoltán (1966)
- Sikátor (1966)
- Hideg napok (1966)
- Egy magyar nábob (1966)
- Édes és keserű (1967)
- Nem várok holnapig… (1967)
- Kártyavár (1967)
- A kormányzó (1968)
- A völgy (1968)
- Mi lesz veled Eszterke? (1968)
- A veréb is madár (1969)
- Kedd, szerda, csütörtök (1969)
- Üvegkalitka (1970)
- Neveletlenek (1971)
- A tetovált nő (1971)
- A két Madáchné (1971)
- A lámpás (1972)
- György barát (1972)
- A törökfejes kopja (1973)
- És mégis mozog a Föld (1973)
- Keménykalap és krumpliorr (1973)
- Átmenő forgalom (1974)
- Az élet szerelmese (1974)
- Optimista tragédia (1976)
- Megtörtént bűnügyek (1976)
- Különös mátkaság (1977)
- A ménesgazda (1978, Duba Lászlóval)
- Volt egyszer egy színház (1978)
- Aki mer, az nyer (1979)
- Tessék engem elrabolni (1980)
- Festett egek (1981)
- Tériszony (1984)